# Cyrillaceae
Cyrillaceae es una pequeña familia del orden Ericales, nativa de regiones templadas y tropicales de América.  La familia tiene dos géneros, cada uno con una sola especie, Cyrilla racemiflora y Cliftonia monophylla. 
En el pasado, muchos botánicos incluían un tercer género Purdiaea, pero recientes investigaciones han mostrado que ese género está mejor ubicado en la familia Clethraceae (Anderberg & Zhang 2002).

## Descripción
Son árboles o arbustos; plantas hermafroditas. Hojas perennifolias, alternas, simples, enteras, coriáceas, exestipuladas. Racimos bracteados, axilares o terminales, flores actinomorfas; sépalos 5 (–8), imbricados; pétalos 5 (6), blancos a rosados o morados; estambres 5–10, libres, anteras ditecas, con dehiscencia longitudinal o poricida ; ovario súpero, 2–5-locular, óvulos 1–3 por lóculo, anátropos u ortótropos, estilo corto, estigmas 1–3. Fruto capsular o drupáceo, a veces alado (Cliftonia), frecuentemente sin semillas, indehiscente; semillas sin cubierta.